# Phyodexia carinata
Phyodexia carinata är en skalbaggsart som beskrevs av Maurice Pic 1902. Phyodexia carinata ingår i släktet Phyodexia och familjen långhorningar. Inga underarter finns listade i Catalogue of Life.